# Konstantin Dumba
Konstantin Theodor Dumba (17. června 1856, Vídeň, Rakousko – 6. ledna 1947, Bodensdorf, Rakousko) byl rakousko-uherský diplomat. Byl rakousko-uherským vyslancem v Srbsku (1903–1905) a Švédsku (1909–1912). Nakonec se stal velvyslancem v USA (1913–1915), odkud byl odvolán za první světové války pro podezření ze špionáže.

## Životopis
Pocházel z rodiny řeckého původu usazené od roku 1817 ve Vídni, jeho otcem byl bohatý průmyslník a poslanec říšské rady Nikolaus Dumba (1830–1900). Konstantin byl absolventem gymnázia ve Vídni, vystudoval práva na Vídeňské univerzitě a v letech 1878–1879 ještě studoval v Paříži. Po studiích vstoupil do diplomatických služeb a zastával nižší posty v Londýně, Petrohradě a Římě. Poté byl vyslaneckým radou v Bukurešti (1894–1896) a velvyslaneckým radou v Paříži (1896–1903). V letech 1903–1905 byl rakousko-uherským vyslancem v Srbsku, poté pracoval ve Vídni na ministerstvu zahraničí, kde měl na starosti referát pro Německo a severní Evropu. V letech 1909–1912 byl vyslancem ve Švédsku. Vrcholem jeho kariéry byl post rakousko-uherského velvyslance v USA (1913–1915), od roku 1913 byl též c.k. tajným radou. V letech 1914–1915 se stal aktérem dvou afér, které narušily diplomatické vztahy mezi USA a Rakouskem-Uherskem, na žádost americké vlády byl nakonec pro podezření ze špionáže odvolán. Po návratu do Rakouska odešel do výslužby v roce 1917 byl jmenován doživotním členem rakouské Panské sněmovny. Přestože měl díky svému vysokému postavení i značnému majetku možnost získa šlechtický titul, nikdy o něj neusiloval. Po první světové válce žil v soukromí. Jeho manželství s baronkou Annou Lievenovou zůstalo bez potomstva.